# Isaac Mazepa
 (octobre 2023).
Isaac Mazepa (en ukrainien : Ісаак Прохорович Мазепа) né le 16 août 1884 à Kostobobriv et mort le 18 mars 1952 à Augsbourg en Allemagne de l'Ouest, est un homme d'État ukrainien. Il occupa un rôle important au sein du Parti ouvrier social-démocrate ukrainien, fut premier ministre de la république populaire ukrainienne durant la période du Directoire d'Ukraine et fonda un Parti en 1950.

## Biographie
En 1905, alors qu'il étudiait à l'Université de Saint-Pétersbourg (1904-1910), il rejoint le Parti ouvrier social-démocrate ukrainien et devint assez vite l'un de ses principaux membres. Il fut également actif dans le mouvement hromada des étudiants ukrainiens de Saint-Pétersbourg. Après ses études il travailla comme agronome dans la région de Nijni Novgorod (1911-1915) et de Dnipropetrovsk (1915-1918). Après la Révolution de février 1917, il devint membre de la Douma de Dnipropetrovsk et du Conseil des travailleurs et des paysans de cette même ville. En avril 1918 il dirigea le Conseil révolutionnaire de Dnipropetrovsk. Sous la période de l'Hetmanat, il coédita Nacha Správa, un journal du Parti ouvrier social démocrate ukrainien. En janvier 1919 Mazepa devint délégué au Congrès du travail à Kiev et fut élu secrétaire du Comité Central de l'USDRP. Le 9 avril 1919, il devint ministre des Affaires intérieures de la République populaire d'Ukraine. Du 29 août 1919 à fin mai 1920, il fut premier ministre de l'UNR et à la tête du Conseil national des ministres. Son gouvernement fut dissous après que le traité de Varsovie eut été signé. Le poste de premier ministre revint à Viatcheslav Prokopovytch.
Fin 1920, Mazepa émigra à Lviv, où il édita la Vil'na Ukraïna et le mensuel Sotsiialistychna dumka de l'USDRP. En 1923, il partit pour Prague. À partir de 1927 il fut chargé de donner des cours de botanique agricole à l'Académie ukrainienne. Mazepa représenta le parti ouvrier social-démocrate ukrainien et défendit les intérêts ukrainiens à de nombreuses conférences internationales socialistes. Il fut membre du comité exécutif de l'Internationale ouvrière socialiste. Réfugié après-guerre en Allemagne, il fut à partir d'octobre 1946 professeur à Munich. Il cofonda le Conseil national ukrainien, fut le premier président de son organe exécutif de juillet 1948 à janvier 1952. Il fonda le Parti socialiste d'Ukraine (1950).
Isaac Mazepa écrit de nombreux articles politiques, Le bolchévisme et l'occupation russe de l'Ukraine (1923), une étude sur le mouvement national ukrainien intitulé Fondation de notre renaissance (1946) et des mémoires sur les années de la révolution russe comme L'Ukraine dans les incendies et les tempêtes de la révolution (1941). Ses principaux travaux scientifiques sont un livre de cours sur la morphologie des plantes (1934) et une monographie sur les pâturages dans les montagnes des Carpates (1944).